# Берешит Рабба
«Береши́т Рабба» (бе-реши́т с ивр. — «в начале»; рабба — «великий»), то есть «Большое [исследование] о „Сотворении“», — мидраш (трактат) на Книгу Бытия, автором которого предание называет палестинского аморая Ошайю (Гошайю), жившего в III веке.
Содержит полный комментарий на книгу Бытия: подробно и в непрерывной последовательности, нарушаемой лишь в конце, толкует стих за стихом, иногда даже слово за словом, опуская лишь генеалогические и другие места, не дающие материала для исследования. Имеет все характерные черты мидрашитской экзегетики.
В «Берешит Рабба» много простейших толкований и сентенций (часто на арамейском языке), пригодных для наставления юношества, а также разнообразных агадических объяснений, впоследствии получивших большую популярность (их охотно цитируют проповедники в синагогах и учителя в школах). Хотя повествование кн. Бытия не заключает в себе религиозно-правового материала, тем не менее в «Берешит Рабба» встречается несколько незначительных галахических сентенций и цитат из Мишны и других источников.

## Другие названия
В старину[когда?] сочинение называлось также «Берешит дерабби Ошайя», «Берешит рабба дерабби Ошайя», «Берешит дерабби Ошайя рабба», «Барайта дерабби Ошайя».

## Авторство
Неправильно приписывается раввину Οшайе, — вероятно, оттого, что этот мидраш начинается агадическим введением от имени рабби Ошайи .

## Содержание
Книга носит все характерные признаки мидрашитской экзегетики своего времени. В непрерывной последовательности, которая нарушается лишь в конце книги, «Берешит Рабба» подробно истолковывает библейский текст стих за стихом, иногда даже слово за словом, опуская лишь генеалогические и такие места, которые не дают материала для толкования (напр. повторяющиеся цитаты в рассказе Элиезера [Елиезер из Дамаска], Быт. 24:35—48).
Составитель мидраша собрал воедино агадические толкования к цитатам из Книги Бытия в последовательном порядке, иногда приводя имя автора данного толкования. Последовательные комментарии к стихам он дополнил от себя пространными агадическими рассуждениями и рассказами, имеющими лишь некоторую связь с данным текстом (метод, весьма излюбленный как в Талмуде, так и в Мидрашах). Целые главы посвящены толкованию лишь одного или двух стихов текста Библии, причем порой делаются ссылки на какую-нибудь философскую мысль с целью опровергнуть еретическое учение. Приводятся исторические факты, в описании которых отражаются черты современной агадисту жизни; такое рассмотрение лиц и сюжетов Библии сквозь призму современности является весьма характерным для мидраша.

### Греческие слова
Текст изобилует иностранными словами, в особенности греческими. В «Берешит Рабба» встречаются греческие слова, нигде более не употребляющиеся (напр. זילידנוק, κύνδυλος, гл. I םילופודתוילא, Έλευθερόπολις, гл. XLI (XLIII); в Арухе и рукописях; в изданиях эти слова искажены).

### Деление на главы
Текст разделяется на парашот (секции, главы); каждая глава начинается с характерного предисловия, что в сравнении с таннаитскими мидрашами «Мехилтой», «Сифра» и «Сифре», налагает особый отпечаток на другие части Пятикнижия, а именно: изложение каждой главы начинается с первого стиха библейского текста, комментированию которого посвящена данная глава, и сопровождается, за незначительными исключениями, предисловием, имеющим исходным пунктом какой-либо другой библейский стих, обыкновенно из Агиографов.
После разнообразных толкований этих стихов делается постепенный переход к объяснению того стиха Бытия, с изложения которого начинается глава мидраша. Число таких мест в «Берешит Рабба» доходит приблизительно до 230, и примерно в 70 случаях цитируются также имена тех агадистов, которые считаются авторами данных толкований; так, в I главе шесть предисловий приводятся от имени рабби Ошайи, Бар-Каппары, р. Иуды бен-Симон, р. Исаака, р. Леви и р. Танхумы. Но в большинстве случаев эти агадические толкования анонимны и авторство их следует приписать самому составителю.

### Предисловия
Толкования начинаются обычно с изложения библейского стиха без какой-либо вводной формулы — что чаще встречается в рукописях, чем в печатных изданиях. Само построение предисловий, как и их размеры, отличается большим разнообразием. В некоторых случаях приводится лишь вводный текст (из Агиографов) без дальнейших объяснений, так как взаимоотношение его к тексту кн. Бытия предполагается очевидным; иногда, связь эта поясняется в другом месте. Несложные предисловия, число которых довольно значительно, состоят из объяснений приводимого в них текста, который имеет отношение к тексту Бытия, толкуемому в данной параше. Сложные введения представляют различные объяснения одного и того же библейского стиха различными агадистами, причем заключительное толкование всегда наиболее тесно связано с разбираемым стихом кн. Бытия.
Сопровождаясь в начале характерными введениями, главы «Берешит Рабба» в своём  конце не являют никаких сколько-нибудь отличительных признаков, хотя нередко в отдельных главах замечается постепенный переход к сюжету, составляющему предмет толкования следующей параши (главы).

## Рукописи

### MS Vat. Ebr. 60
Наиболее ранней полной сохранившейся рукописью Берешит рабба является MS Vat. Ebr. 60, хранящаяся в Ватиканской библиотеке. Предполагается, что она была создана в Италии, в XI веке . Рукопись доступна для просмотра онлайн на сайте Ватиканской библиотеки . 

### MS Vat. Ebr. 30
Рукопись MS Vat. Ebr. 30 датируется концом XI века. Предположительно, она была создана в Италии. Эта рукопись считается лучшей с точки зрения текстологии и в этом отношении превосходит несколько более раннюю рукопись MS Vat. Ebr. 60, несмотря на то, что её начало, конец, а также некоторые фрагменты основной части отсутствуют .  Рукопись доступна для просмотра онлайн на сайте Ватиканской библиотеки . 
Согласно Л. Барту, текст этого манускрипта очень близок к наиболее ранней форме Берешит рабба. Это подтверждает сравнение с другими и печатными изданиями: в Vat. Ebr. 30 отсутствуют более поздние гомилетические вставки; некоторые фрагменты этой рукописи, написанные по-арамейски, обнаруживают фонетические и орфографическое сходство с Палестинским Талмудом и другими текстами палестинского происхождения .

### MS British Museum, Add. 27169
Рукопись MS British Museum, Add. 27169 содержит текст двух мидрашей: Берешит рабба и Вайикра рабба. Согласно Альбеку, она была создана до 1000 года, поскольку, в соответствии с одной из содержащихся в ней глосс, в этом году ожидалось пришествие мессии. С другой стороны, в каталоге иерусалимского собрания микрофильмов эта рукопись датируется XII веком . Текст этого манускрипта лёг в основу критического издания Теодора-Альбека. При этом позднее Альбек признавал, что в качестве основы критического издания следовало использовать MS Vat. Ebr. 30 . Рукопись доступна для просмотра онлайн . 

### Прочие рукописи
Имеются и другие рукописи, находящиеся в хранилищах разных городов Европы: в Париже (Bibl. Nat. Nr. 149 [содержит Берешит рабба, Вайикра рабба и часть Бемидбар рабба], написана в г. Арле в 1291 году), в Санкт-Петербурге (Firkovitch I 241 [состоит из 43 листов], датируется XIII-XIV вв.), в Оксфорде, в Штутгарте и Мюнхене  .

### Фрагменты из Каирской генизы
На настоящий момент известно 12 фрагментов из Каирской генизы, содержащих текст Берешит рабба .

## Печатные издания

### Константинопольское издание 1512 года
Впервые мидраш Берешит рабба был издан в печатном виде в Константинополе, в 1512 году, в составе сборника мидрашей на другие книги Пятикнижия (Шмот, Вайикра, Бемидбар, Дварим). Это издание, предположительно, было создано на основе нескольких рукописей, одна из которых должна была быть текстологически близка к рукописи Vat. Ebr. 30. В то же время в первом печатном издании содержатся многочисленные дополнения, незасвидетельствованные ни в одной известной рукописи. Они происходят из Палестинского Талмуда, других мидрашей и комментария на Берешит рабба, атрибутируемого Раши .  

### Венецианское издание 1545 года
Второе печатное издание увидело свет в Венеции, в 1545 году. Оно включало в себя также мидраши на пять мегиллот.  Во втором издании были сделаны многочисленные изменения. Венецианское издание легло в основу многочисленных печатных изданий Мидраш рабба, издававшихся впоследствии. На нём основано, в частности, Виленское издание 1887 года, которое также дополнено значительным количеством классических комментариев на этот мидраш .

### Критическое издание Теодора-Альбека
Первый том критического издания, содержащий парашийот (главы) I-XLVII, был составлен Юлиусом (Йегудой) Теодором и опубликован в Берлине, 1912 году. После смерти Теодора в 1923 году работу над изданием продолжил Ханох Альбек. В 1927 году он опубликовал второй том (XLVIII-LXXXVI), а в 1929 году — третий (LXXXVI-CI), большую часть работы над которым выполнял уже он один .
Основой для критического издания послужила рукопись  MS British Museum, Add. 27169 . Критический аппарат содержит почти все текстуальные варианты, известные ко времени издания этого труда. Несмотря на высокое достоинство этой работы, уже Х. Альбек, один из составителей этого издания, отмечал, что в качестве основы следовало использовать MS Vat. Ebr. 30. В издании Теодора-Альбека не была учтена рукопись MS Vat. Ebr. 60. В неё также не вошли чтения фрагментов из Каирской генизы, которые были идентифицированы позднее .  